# ماراتوگودا
ماراتوگودا (به لاتین: Maratugoda) یک منطقهٔ مسکونی در سری‌لانکا است که در استان مرکزی (سری‌لانکا) واقع شده‌است.